# Michał Szurmiński
Michał Szurmiński (zm. w lipcu 1929 w Warszawie) – podający się za ostatniego weterana powstania listopadowego, urodzonego w 1809, z czego wynikało, że w 1926 byłby najstarszym żyjącym człowiekiem w Polsce, zmarłym w trzy lata później w wieku 120 lat (lub 125 lat, jeśli wierzyć źródłom podającym 1804 jako datę jego urodzin).
Wedle źródeł międzywojennych z lat 1926-1929, Michał Szurmiński miał się urodzić w 1804 lub 1809 i być najstarszym żyjącym Polakiem, a także jednym z nielicznych powstańców listopadowych, którzy dożyli niepodległości. W trakcie powstania miał, według niego samego, być ordynansem gen. Józefa Sowińskiego i świadkiem jego śmierci. W 1927 uczestniczył w związku z tym w uroczystościach ku czci gen. Józefa Sowińskiego.
Według amatorskich badań z 2016 jest to postać tożsama z Michałem S(z)urmińskim, urodzonym 26 września 1833 w parafii w Białej koło Pajęczna, a więc dwa lata po upadku powstania listopadowego, a zmarłym po śmierci swojego syna w 1927, który był jego imiennikiem.